# Caesiumwolframat
Caesiumwolframat ist eine anorganische chemische Verbindung des Caesiums aus der Gruppe der Wolframate.

## Gewinnung und Darstellung
Beispiele möglicher Reaktionen sind:
- aus Wolfram(VI)-oxid und Caesiumhydroxid (analog der Darstellung von Natriumwolframat):

{\displaystyle {\ce {WO3 + 2CsOH -> Cs2WO4 + H2O}}}
- aus Caesiumchlorid und Silberwolframat:[3]

{\displaystyle {\ce {Ag2WO4 + 2CsCl -> Cs2WO4 + 2AgCl v}}}

## Eigenschaften
Caesiumwolframat ist ein weißer geruchloser Feststoff, der löslich in Wasser ist. Bei Raumtemperatur liegt die Verbindung in einem orthorhombischen Kristallsystem in der Raumgruppe Pmcn (Raumgruppen-Nr. 62, Stellung 5) isotyp zu Caesiummolybdat und β-Kaliumsulfat vor, weist also den gleichen Strukturtyp auf.
Bei 536 °C erfolgt eine Phasenumwandlung von einer orthorhombischen zu einer hexagonalen Kristallstruktur.

## Verwendung
Caesiumwolframat wird zur Herstellung von transparenten Isolationsbeschichtungen mit guten Eigenschaften für Infrarotstrahlung verwendet.